# Ellipteroides
Ellipteroides är ett släkte av tvåvingar. Ellipteroides ingår i familjen småharkrankar.

## Dottertaxa tillEllipteroides, i alfabetisk ordning[1]
- Ellipteroides acanthias
- Ellipteroides acrissimus
- Ellipteroides acucurvatus
- Ellipteroides acustylatus
- Ellipteroides adelus
- Ellipteroides adrastea
- Ellipteroides aitholodes
- Ellipteroides alatus
- Ellipteroides alboscutellatus
- Ellipteroides alomatus
- Ellipteroides altivolans
- Ellipteroides amiculus
- Ellipteroides apocryphus
- Ellipteroides argentinensis
- Ellipteroides atroapicatus
- Ellipteroides atropolitus
- Ellipteroides balzapambae
- Ellipteroides bifasciolatus
- Ellipteroides bifastigatus
- Ellipteroides bisiculifer
- Ellipteroides brevifurca
- Ellipteroides brunnescens
- Ellipteroides capitulus
- Ellipteroides catamarcensis
- Ellipteroides chaoi
- Ellipteroides chiloensis
- Ellipteroides clista
- Ellipteroides clitellatus
- Ellipteroides cobelura
- Ellipteroides compactus
- Ellipteroides confluentus
- Ellipteroides contostyla
- Ellipteroides destrictus
- Ellipteroides discolophallos
- Ellipteroides distifurca
- Ellipteroides dolorosus
- Ellipteroides ebenomyia
- Ellipteroides eriopteroides
- Ellipteroides fieldi
- Ellipteroides flaveolus
- Ellipteroides forceps
- Ellipteroides friesei
- Ellipteroides glabristyla
- Ellipteroides gracilis
- Ellipteroides hesperius
- Ellipteroides histrionicus
- Ellipteroides hutsoni
- Ellipteroides hyperplatys
- Ellipteroides ida
- Ellipteroides lateralis
- Ellipteroides lateromacula
- Ellipteroides lenis
- Ellipteroides limbatus
- Ellipteroides maestus
- Ellipteroides magistratus
- Ellipteroides megalomatus
- Ellipteroides meioneura
- Ellipteroides melampodius
- Ellipteroides namtokensis
- Ellipteroides natalensis
- Ellipteroides neapiculatus
- Ellipteroides nigripes
- Ellipteroides nigrobimbo
- Ellipteroides nigroluteus
- Ellipteroides nilgirianus
- Ellipteroides ominosus
- Ellipteroides omissus
- Ellipteroides ovalis
- Ellipteroides pakistanensis
- Ellipteroides pakistanicus
- Ellipteroides paraensis
- Ellipteroides paramoensis
- Ellipteroides patruelis
- Ellipteroides pellax
- Ellipteroides perturbatus
- Ellipteroides peruvianus
- Ellipteroides piceus
- Ellipteroides pictilis
- Ellipteroides platymerellus
- Ellipteroides pleurolineatus
- Ellipteroides plumbeus
- Ellipteroides praetenuis
- Ellipteroides protensus
- Ellipteroides ptilostenellus
- Ellipteroides ptilostenoides
- Ellipteroides pulchrissimus
- Ellipteroides quadridens
- Ellipteroides quinqueplagiatus
- Ellipteroides rejectus
- Ellipteroides rohuna
- Ellipteroides saturatus
- Ellipteroides saxicola
- Ellipteroides schmidi
- Ellipteroides scoteinus
- Ellipteroides scutellumalbum
- Ellipteroides serenus
- Ellipteroides slossonae
- Ellipteroides stenomerus
- Ellipteroides strenuus
- Ellipteroides subcostatus
- Ellipteroides subsaturatus
- Ellipteroides synchrous
- Ellipteroides tenebrosus
- Ellipteroides terebrellus
- Ellipteroides tessellatus
- Ellipteroides thiasodes
- Ellipteroides thiorhopalus
- Ellipteroides thiosema
- Ellipteroides tienmuensis
- Ellipteroides transvaalensis
- Ellipteroides tridens
- Ellipteroides uniplagiatus
- Ellipteroides weiseri
- Ellipteroides velutinus
- Ellipteroides zionicola